# Move Along
Move Along је сингл групе The All-American Rejects са њиховог другог албума .

## Позиције на листама
Песма је достигла 15. место на U.S. Billboard Hot 100 листи и 4. на Hot Digital Tracks chart листи.
Освојили су награду за најбољи групни спот на МТВ-овим музичким наградама 2006. године.